# François-Louis de Pesmes de Saint-Saphorin
François-Louis de Pesmes de Saint-Saphorin (ur. 1668, zm. 16 lipca 1737) – dyplomata i wojskowy.
Pochodzący ze Szwajcarii, początkowo w służbie austriackiej potem w latach 1710-1713 przedstawiciel Szwajcarskich kantonów protestanckich na kongresie w Utrechcie. Po 1713 przeszedł na służbę brytyjską. Był jednym z najsłynniejszych Szwajcarów w brytyjskich służbach dyplomatycznych, podobnie jak Sir Luke Schaub. 
W latach 1718–1727 był brytyjskim reprezentantem w Wiedniu z zadaniem specjalnym; czuwania by protestantyzm cieszył się odpowiednią tolerancja w Imperium Habsburskim.
5 stycznia 1719 roku w Wiedniu François-Louis de Pesmes de Saint-Saphorin jako przedstawiciel brytyjski, saski polityk Jakob Heinrich von Flemming i ks. Eugeniusz Sabaudzki podpisali traktat sojuszniczy, którego celem była obrona całości terytorialnej Rzeczypospolitej i wyprowadzenie z niej obcych wojsk.